# جبال الجب
جبال الجُّب أو سلسلة جبال الجُّب هي جبال تقع في مقاطعتي قادس ومالقة في إسبانيا.

## الاسم
الاسم الإسباني Aljibe مأخوذ من كلمة الجب في العربية.